# Matthias Strebinger
Matthias Strebinger (* 17. Januar 1807 in Baden (Niederösterreich); † 12. Dezember 1874 in Wien) war ein österreichischer Violinist und Komponist. Seine Musik ist heute kaum bekannt.

## Leben
Strebinger kam in der Katastralgemeinde Weikersdorf, heute ein Stadtteil von Baden bei Wien in Niederösterreich, zur Welt. Er erhielt zunächst Unterricht in Violine und Gesang in seiner Heimatstadt Baden, später in Wien, wo er in einem Theaterorchester spielte. Als 12-Jähriger trat er in Pressburg erstmals als Solist in einem Konzert auf. Ab 1820 erhielt er bei Georg Hellmesberger eine fundierte Violinausbildung. 1822 wurde er als Geiger im Orchester des Burgtheaters engagiert. Zusätzlich nahm er Kompositionsunterricht bei dem Kapellmeister Joseph Drechsler. 1843 trat er eine Stelle in der Hofkapelle an und war als Ballettmusik-Korrepetitor sowie Ballettmusik-Direktor des Hofoperntheaters tätig. Strebinger starb im Alter von 67 Jahren in Wien.
Strebinger komponierte 22 Ballette und Divertissements, darunter „Juliska“, „Carnevals-Abenteuer in Paris“, „Les Grâces“. Wie viel von der Ballettmusik jedoch nur aus bereits existenter Ballettmusik arrangiert ist und was als eigenständige Neukompositionen zu betrachten sind, bedarf noch weiterer Untersuchungen. In neuerer Zeit fand der dänische Musik- und Tanzwissenschaftler Knud Arne Jürgensen heraus, dass die Musik zu dem berühmten Pas de deux aus August Bournonvilles Ballett Blumenfest in Genzano (1858) in Wirklichkeit nicht von einem der beiden Komponisten dieses Werks – Edvard Helsted oder Holger Simon Paulli – ist, sondern 1856 (?) in Wien von Matthias Strebinger als Einlage für eine Produktion von Bournonvilles Ballett Napoli hinzu komponiert wurde und später von Paulli für das Blumenfest von Genzano wiederverwendet wurde.
Strebinger schrieb des Weiteren diverse Kompositionen für Violine, ein Streichquartett, Kirchenkompositionen mit konzertierender Violine sowie Klavierstücke und Tänze. Zahlreiches Notenmaterial zu Strebingers Werken befindet sich in der Musiksammlung der Österreichischen Nationalbibliothek in Wien. Eine Werkliste findet sich in dem Eintrag zu Strebinger bei Wurzbach.

## Kirchenmusik
- op. 5 [sic] Offertorium (Ave Maria gratia plena) für Bass (oder Alt), konzertierende Violine, 2 Violinen, Viola, Violoncello, Kontrabass und Orgel, Wien: Anton Diabelli,op. 5 [sic]
- op. 8 Graduale, für Violin-Solo, vier Singstimmen, Streichquartett und Orgel, Wien: Trentsensky, 1833; 2. Auflage: Witzendorf, 1845
- o.Op. Offertorium für Tenor oder Sopran und Violine Solo

## Instrumentalmusik
- op. 1 Quatuor brillant pour deux Violons, Alto et Violoncelle composé et dedié à son Excellence Monsieur le Comte Louis Rokicki conseiller d’etât de S. M. L’Empereur de toutes les Russies,: Witzendorf, 1844
- op. 3 Galanterie-Walzer, für Klavier, Wien: Witzendorf, 1844
- op. 5 [sic] Deutsche Tänze (Motive aus der Oper „Die weiße Frau“), für 2. Violinen und Bass, Wien 1844
- op. 7 Variationen (Durch die Wälder durch die Auen), mit Quartett, Wien: Witzendorf, 1844
- op. 9 Adagio und Rondo in D-Dur, Wien: Mechetti, 1844
- op. 10 Variations brillantes (theme original) in E-Dur, für Streichquartett, Wien: Mechetti, 1844
- op. 11 Introduction et Variations brillantes (theme hongrois original) in a-Moll, für Streichquartett, Wien: Diabelli 1844
- op. 12 Die Scherzer, 5 Preis-Walzer für Violine und Klavier, op. 12, Wien: Mechetti, 1844
- op. 13 Divertissement pour Violon et Pianoforte concertans, dédié à Monsieur Georges Hellmesberger, op. 13, Wien: Mechetti, 1844
- op. 14 [Nr. 1] Hannaken-Polka Wien: Mechetti, 1844
- op. 14 [Nr. 2] Rothkirch-Marsch Wien: Mechetti, 1844
- WoO Cotillon aus dem Lagerfeste, Wien: Witzendorf, 1845.
- WoO Favoritwalzeraus „Wilhelm Tell“, München: Aibl, 1845
- WoO Ungarischer Tanz, Einlage für die Oper „Die Ballnacht“, hg. Für Klavier, Wien: Diabelli, o. J.
- WoO Zingaretta-Quadrille, über Motive der Oper „Indra“ von Friedrich von Flotow, hg. für Klavier von M. Strebinger, Berlin, o. J.
- WoO Manon Lescaut, Quadrille, Wien: Spina, o. J.
- WoO Polka nel Ballo: Redowa, Wien: Glöggl, o. J.

## Ballettmusik
- Meline la Nympha de la Vallee des delices (Ballett von Theodor Martin; Musik von Panizza, Bajetti und Strebinger), Wien 1853
- Don Quixote (Ballett von. Filippo Taglioni u. Borsi, Wien, K. T. 6. Februar 1855)
- Die Insel der Liebe (Choreographie: Paul Taglioni), Wien 1857
- Der Jahrmarkt zu Harlem (Ballett in 5 Bildern. 5. Bild, Epilog, der Aufruhr in Reiche der Blumen von Arthur Ch. V. Saint-Leon. Musik von Cesare Pugni, Pinto und Strebinger), Wien 1858
- Monte Christo Ballett in 3 Akten (Ch: Rota; Musik: Paolo Giorza, Madaglio und Matthias Strebinger), Wien, 3. Oktober 1862
- Nena-Sahib (Ballett von Henri Desplaces; Musik von Jacques Panizza und Strebinger), Wien 1867
- Bellerophon
- Carita, Ballo di Bori
- Carnevals-Abenteuer in Paris
- Caterina ossia la figlia del Bandito (Ballo)
- Das ländliche Fest
- Der Schutzgeist
- Die fünf Sinne
- Die Nymphe
- Die Zauberlampe, Ballo
- Eine Sylphide in Peking
- Elina
- Gazelda, Ballo
- Gräfin Egmont Ballett (Paolo Gorza und M. Strebinger)
- Jotta oder Kunst und Liebe (Ch: Herr Borri), Wien, Hofoperntheater, November 1863
- Juliska (Ballettmusik in Form eines Potpourri für Militärmusik, bearbeitet von Andreas Leonhardt; Part. geschr. v. A. Leonhardt)
- La Vivandière, Ballo
- Laura
- Les Grâces
- Mahlers Traumbild (Musik: Strebinger?)
- Pâquerette, Ballo
- Redowa
- Stella, 1. Tableaux
- Théa, Ballett in 1 Akt (Ch: Paul Taglioni)

## Andere Werke
- Das listige Kammermädchen (Musik zu den Einlagetänzen), Wien 1850
- Vert-Vert (?Tanzmusik zu Offenbachs Operette Kakadu), 1869
- Das goldene Pferd
- Violetta